# Hasan M. Elahi
Hasan M. Elahi (Rangpur, 1972) és un artista interdisciplinari dedicat a l'art dels nous mitjans que posa èmfasi en la tecnologia, els mitjans de comunicació i les seves implicacions socials. La seva recerca se centra en qüestions de vigilància, la sousveillance, el temps simulat, els sistemes de transport, els límits i les fronteres. Elahi proposa estratègies de camuflatge basades en la producció en excés de dades d'un mateix per tal que l'algoritme no pugui sintetitzar un patró de conducta concret. Va néixer a Rangpur i va criar-se a Nova York.

## Sousveillance
Tal com va posar de manifest en una taula rodona amb Amy Alexander, Jill Magid i Hasan Elahi sobre «Cultura de vigilància» i dirigida per Marisa Olson, comissària i editora de Rhizome, Elahi ha posat tota la seva vida a internet. Segons la revista Wired:
«Fes un cop d'ull al seu lloc i trobaràs més de 20.000 imatges que es remunten a tres anys enrere. Elahi ha documentat gairebé totes les hores de vigília de la seva vida durant aquest temps. Publica còpies de totes les transaccions amb targeta de dèbit perquè pugueu veure què va comprar, on i quan. Un dispositiu GPS a la butxaca informa de la seva ubicació física en temps real en un mapa.
El lloc d'Elahi és la coartada perfecta. O un audaç projecte artístic. O ambdós. Diu que el govern estatunidenc el va incloure per error a la seva llista de vigilància terrorista i, un cop hi esteu, és difícil de sortir-ne. Per a convèncer els federals de la seva innocència, Elahi ha convertit la seva vida en un llibre obert. Sempre que vulgui, la policia pot anar al seu lloc i veure on és i què fa. De fet, els registres dels seus servidors mostren èxits del Pentàgon, del secretari de Defensa i del gabinet executiu del president, entre d'altres.

 Explica que la seva vida sobreexposada va començar el 2002, quan en un vol provinent dels Països Baixos va ser detingut a l'aeroport de Detroit. Explica que els agents de l'FBI més tard li van dir que se'ls havia informat que guardava explosius en un traster de Florida. Les proves posteriors del detector de mentides els van convèncer que no era el seu home. Però amb els seus viatges freqüents (Elahi registra més de 70.000 milles aèries a l'any exhibint la seva obra d'art i assistint a conferències), va pensar que només era qüestió de temps que l'interceptessin de nou. Fins i tot podria ser enviat a Guantánamo abans que ningú s'adonés de l'error. Els agents de l'FBI li havien donat el seu número de telèfon, de manera que va decidir trucar-los abans de cada viatge, d’aquesta manera, podrien alertar les delegacions corresponents. Des de llavors no ha tornat a estar detingut».
Ha estat convidat a parlar del seu treball a la Tate Modern, a l'Einstein Forum i a l'Association for the Advancement of Artificial Intelligence. La seva obra ha estat presentada en nombroses exposicions en llocs com el Centre Pompidou, el Festival de Cinema de Sundance, la Kassel Kulturbahnhof, l'Hermitage i la Biennal de Venècia.
Elahi és professor d'art i director de l'escola d'art de la Universitat George Mason. Anteriorment va ser professor associat a la Universitat de Maryland i director del programa Cultures Digitals i Creativitat. També ha treballat a la Rutgers University i a la San Jose State University, entre d'altres.